# Longessaigne
Longessaigne és un municipi francès situat al departament del Roine i a la regió d'Alvèrnia-Roine-Alps. L'any 2007 tenia 588 habitants.

## Demografia

### Població
El 2007 la població de fet de Longessaigne era de 588 persones. Hi havia 221 famílies de les quals 55 eren unipersonals (35 homes vivint sols i 20 dones vivint soles), 59 parelles sense fills, 87 parelles amb fills i 20 famílies monoparentals amb fills.
La població ha evolucionat segons el següent gràfic:
Habitants censats

### Habitatges
El 2007 hi havia 286 habitatges, 226 eren l'habitatge principal de la família, 41 eren segones residències i 18 estaven desocupats. 269 eren cases i 15 eren apartaments. Dels 226 habitatges principals, 174 estaven ocupats pels seus propietaris, 44 estaven llogats i ocupats pels llogaters i 8 estaven cedits a títol gratuït; 1 tenia una cambra, 13 en tenien dues, 42 en tenien tres, 62 en tenien quatre i 108 en tenien cinc o més. 193 habitatges disposaven pel capbaix d'una plaça de pàrquing. A 98 habitatges hi havia un automòbil i a 105 n'hi havia dos o més.

### Piràmide de població
La piràmide de població per edats i sexe el 2009 era:
| Homes | Edats   | Dones |
| ----- | ------- | ----- |
| 0     | 95 o +  | 0     |
| 0     | 90 a 94 | 4     |
| 0     | 85 a 89 | 8     |
| 4     | 80 a 84 | 0     |
| 8     | 75 a 79 | 12    |
| 24    | 70 a 74 | 16    |
| 4     | 65 a 69 | 8     |
| 16    | 60 a 64 | 4     |
| 4     | 55 a 59 | 8     |
| 8     | 50 a 54 | 8     |
| 20    | 45 a 49 | 16    |
| 24    | 40 a 44 | 24    |
| 28    | 35 a 39 | 24    |
| 28    | 30 a 34 | 12    |
| 8     | 25 a 29 | 20    |
| 20    | 20 a 24 | 8     |
| 20    | 15 a 19 | 16    |
| 24    | 10 a 14 | 32    |
| 20    | 5 a 9   | 32    |
| 24    | 0 a 4   | 20    |

## Economia
El 2007 la població en edat de treballar era de 368 persones, 293 eren actives i 75 eren inactives. De les 293 persones actives 282 estaven ocupades (160 homes i 122 dones) i 11 estaven aturades (1 home i 10 dones). De les 75 persones inactives 25 estaven jubilades, 30 estaven estudiant i 20 estaven classificades com a «altres inactius».

### Ingressos
El 2009 a Longessaigne hi havia 227 unitats fiscals que integraven 611 persones, la mediana anual d'ingressos fiscals per persona era de 15.011 €.

### Activitats econòmiques
Dels 26 establiments que hi havia el 2007, 1 era d'una empresa alimentària, 1 d'una empresa de fabricació d'altres productes industrials, 3 d'empreses de construcció, 5 d'empreses de comerç i reparació d'automòbils, 1 d'una empresa de transport, 2 d'empreses d'hostatgeria i restauració, 2 d'empreses financeres, 2 d'empreses immobiliàries, 4 d'empreses de serveis, 3 d'entitats de l'administració pública i 2 d'empreses classificades com a «altres activitats de serveis».
Dels 6 establiments de servei als particulars que hi havia el 2009, 1 era una oficina de correu, 1 paleta, 2 fusteries i 2 restaurants.
L'únic establiment comercial que hi havia el 2009 era una botiga d'equipament de la llar.
L'any 2000 a Longessaigne hi havia 36 explotacions agrícoles que ocupaven un total de 875 hectàrees.

## Equipaments sanitaris i escolars
El 2009 hi havia una escola elemental.

## Poblacions més properes
El següent diagrama mostra les poblacions més properes.